# Egwene al'Vere
Egwene al'Vere är en av huvudpersonerna i Robert Jordans fantasyserie Sagan om Drakens återkomst.

## Biografi
Egwene växte upp tillsammans med Rand, Mat och Perrin i den lilla byn Emondsvall. Hon är ett par år yngre än Rand och de var trolovade medan de fortfarande bodde kvar i byn. Hon var också lärling till Klokfrun Nynaeve al'Meara.

### Efter Vinternatt
Vinternatt förändrade Egwenes liv. När trollocker invaderade Tufloden och Rand, Mat och Perrin fördes bort av Aes Sedaien Moiraine, följde Egwene med dem. Dock hade Moiraine förutspått detta från början, hon hade upptäckt Kraften i Egwene, och ville få henne att följa med till Tar Valon för att tränas till Aes Sedai. Av samma anledning fick även Nynaeve följa med sällskapet då hon till sist hann upp dem.
På vägen till Shienar och Världens Öga kom Perrin och Egwene ifrån de andra i samband med en trollockattack i Shadar Logoth. De träffade då Elyas Machera och Perrin fick veta att han var en vargbroder. Därför är Egwene en av de få personerna som känner till sanningen om Perrin och hans gula ögon.

### I Tar Valon
Efter händelserna vid Världens Öga förs Egwene och Nynaeve till Tar Valon, där de träffar en gammal bekantskap, Min Farshaw (som de träffade i Baerlon) och en ny, Elayne Trakand, Tronens Dotter av Andor. Egwene, Elayne och Nynaeve luras av Svarta Ajah att följa efter Liandrin, en röd syster som de upptäcker egentligen är svart, genom Vägarna till Falme. Där ger Liandrin Egwene till Seanchan som gör henne till damane. Nynaeve och Elayne fritar henne. Egwenes styrka i Kraften ökade drastiskt i och med damane-träningen, men det var den värsta tiden i hennes liv och hon hyser fortfarande stark motvilja mot seden med kopplade kvinnor och mot Seanchan.
Aes Sedaien Verin Mathwin tar dem tillbaka till Vita Tornet efter händelserna vid Falme. Det upptäcks att Egwene är en Drömmare, det vill säga en person som lätt får tillträde till Tel'aran'rhiod, drömvärlden, i sömnen. Samtidigt får de tre unga kvinnorna ett nytt, hemligt uppdrag av den Amyrlintronade Siuan Sanche: att leta efter Svarta Ajah. Medan de varit borta har nämligen Liandrin och tolv andra svarta systrar stulit ett stort antal ter'angreal, dödat flera Aes Sedaier och andra människor som befunnit sig i tornet, och flytt. De tre vännerna åker till Tear för att hitta dem, och befinner sig således i Tears Klippa när Rand drar svärdet Callandor och utropar sig till Draken Återfödd.

### HosAielfolket
Efter händelserna i Tear skiljs Egwenes vägar från Nynaeves och Elaynes, då Egwene väljer att följa med Rand till Aielöknen för att lära sig mer om drömmande av Aiels Visa. Hon blir lärling till de Visa och får lära sig Aiels hedersbegrepp, ji'e'toh, som hon till sist anammar fullt ut. På grund av att hon anpassar sig så till deras seder, räknar Aielfolket henne nästan som en av dem. Aiel misstror alla Aes Sedaier, men Egwene blir ett undantag.

### Den Amyrlintronade
Efter att Vita Tornet faller till Elaida a'Roihan och Aes Sedaierna splittras, väljer exil-Aes Sedaierna i Salidar Egwene till sin Amyrlintronade, trots att Egwene bara är Antagen och inte upphöjd till Aes Sedai än. Aes Sedaierna som väljer henne ser henne som en nykomling som inte varit inblandad i striderna i Vita Tornet, och stark i Kraften. Många av de ledande systrarna i gruppen ser henne som en marionett som de kan styra som de vill. Egwene tar den före detta Amyrlintronade Siuan Sanche till rådgivare, och de som försöker styra henne börjar mer och mer inse sitt misstag. Till exempel lär hon de övriga Aes Sedaierna att Färdas, ett av de gamla användningsområdena av Kraften som hon har återupptäckt (med viss hjälp av Moghedien, som hon har som sin fånge utan de andra systrarnas vetskap). Egwenes starka personlighet och hennes skarpa intelligens hjälper henne att manipulera de övriga Aes Sedaierna att ge henne ökade maktbefogenheter i krigstid. Hon bygger också upp en armé, med hjälp av Gareth Bryne, före detta Morgase av Andors general. Egwene leder sina Aes Sedaier och sin armé till krig mot Elaida.
Egwene önskar binda alla kvinnor som kan leda Kraften till Vita Tornet, och där inkluderas Fränderna, havsfolekts vindfinnerskor och Aiels Visa, och Aes Sedaierna i exil börjar ta till sig äldre kvinnor som kan leda och gör dem till noviser. Något som kompliceras av att vissa av dem är mor- och farmödrar och därför har svårare att lyda Aes Sedaier och antagna. Efter upptäckten av vad de tre ederna gör med Aes Sedaiernas livslängd vill hon att Aes Sedaier som drar sig tillbaka kan avsvära sig ederna och tillbringa resten av sitt liv bland Fränderna. Egwene är vid arton års ålder en av de mest begåvade Amyrlintronade någonsin.

### Förräderiet
Efter att Egwene och hennes armé når fram till Tar Valon och lyckas bryta Vita Tornets förmodat ogenomträngliga försvar genom att förvandla kedjorna vid floden (som hindrar fientliga skepp att ta sig in i Tar Valon) till Cuendillar, hjärtsten, tas hon till fånga av Aes Sedaier från Vita Tornet. Någon av hennes egna har förrått henne. I Vita Tornet reduceras hennes status tillbaka till novis - men hon ser fortfarande sig själv som den Amyrlintronade. Hon arbetar trots sitt fångenskap som en agent inifrån och träffar sina allierade i Tel'aran'rhiod. Hon försöker så split i leden hos Aes Sedaierna i Vita Tornet, vilket visar sig vara ganska lätt. Eftersom hon vägrar erkänna den novisstatus som Aes Sedaierna vill ge henne, får hon ofta kroppsliga straff. Egwene har dock lärt sig uthärda smärta efter sin tid hos Aielfolket, och hon viker sig aldrig. Detta ger upphov till en stor beundran för henne hos noviserna som börjar kalla henne "Modern" och söker tröst hos henne då Tornets inre förändras och dess avlidna invånare visar sig i korridorerna. Hon ger dem alltid samma råd och även om de antagna inte ser henne som den Amyrlintronande så ger hon dem samma råd om hon ser att de är upprörda, dock så talar de aldrig till henne så hon ger råden till tomma luften.

### Relationer
Egwene och Rand bryter sina romantiska band i Skuggan växer. De är dock fortfarande goda vänner, och Egwene är en av de få som lyckas komma in under Rands nya hårda skal. Egwenes nuvarande kärlek är prins Gawyn Trakand, bror till Elayne. Kärleken är besvarad, men Gawyn vet inte att Egwene är ledaren för de styrkor han är beordrad att kämpa mot.